# Hermonia bicolor
Hermonia bicolor är en ringmaskart som först beskrevs av Grube 1875.  Hermonia bicolor ingår i släktet Hermonia och familjen Aphroditidae. Inga underarter finns listade i Catalogue of Life.